# Юго-Восточный союз казачьих войск, горцев Кавказа и вольных народов степей
Юго-Восточный союз казачьих войск, горцев Кавказа и вольных народов степей (Юго-восточный союз, ЮВС) (к. 1917 — нач. 1918) — объединение Донского, Кубанского, Терского и Астраханского казачьих войск, а также представителей калмыков, горских народов Дагестана и Закатальского округа, Терского края, Кубанского края, степных народов Терского края и Ставропольской губернии как государственно-территориальная единица, управляемая на принципах конфедерации, соглашение о создании которого было подписано на учредительном съезде, состоявшемся 20 октября (2 ноября) 1917 года во Владикавказе. После распада в 1918 году попытки его восстановить предпринимались до 1920 года.
31 октября (13 ноября) к Союзу присоединилось Уральское казачье войско.
Заявленной целью ЮВС была борьба с анархией и большевизмом на территории казачьих войск — членов Союза, взаимная поддержка для сохранения порядка и законности внутри Союза и доведение России до Учредительного Собрания.
Председателем Союза был выбран генерал А. М. Каледин, атаман Войска Донского. 16 (29) ноября 1917 года было сформировано Объединённое правительство Юго-Восточного союза, которое размещалось в Екатеринодаре. Возглавлял Объединённое правительство донской кадет В. А. Харламов. Правительство ЮВС декларировало приверженность Демократической Федеративной Республике как наилучшей форме государственного устройства России: «Гарантируя своим членам полную независимость их внутренней жизни, Союз обязуется содействовать им всеми союзными средствами в подготовке их внутреннего устройства как самостоятельных штатов будущей Российской Демократической Федеративной Республики. Вместе с тем Юго-Восточный Союз имеет в виду оказание всемерной поддержки всем остальным народам и областям, стремящимся к устройству Российской Республики на федеративных началах».
Идея создания союзной организации для защиты интересов казачьих областей и коренных горских и степных народов была выдвинута ранней осенью 1917 года. В первой половине сентября Донской Круг, обсудив предложения о «желательности федеративного устройства будущей России», поступившие с Кубани и Терека, выразил своё полное согласие. Первое совместное обсуждение прошло на совещании казачьих лидеров Дона, Кубани и Терека в Екатеринодаре 20-23 сентября (3-6 октября) 1917 года, где была выдвинута концепция «оздоровления России с окраин».
Октябрьская революция и установление советской власти на юге России приостановили реализацию этого проекта на неопределённый срок. После провозглашения Советской власти на Дону, Кубани, Тереке (январь — март 1918) Юго-Восточный союз прекратил существование.